# Corte Superior de Justicia de Lima Este
La Corte Superior de Justicia de Lima Este es un tribunal de apelación ubicada en el distrito de Ate, en la ciudad de Lima, capital del Perú. Y su competencia se extiende a todo el Distrito Judicial de Lima Este. Fue creada el 18 de agosto de 1992, durante el gobierno de Alberto Fujimori.

## Historia
Con la creación del Poder Judicial, se estableció que el segundo nivel organizativo estaría conformado por las Cortes Superiores de Justicia, las mismas que tendrían competencia territorial sobre el departamento de su sede. Sin embargo, en 1991, la Ley Orgánica del Poder Judicial estableció en su artículo 36, que la competencia de cada Corte Superior estaría determinada por un Distrito Judicial. Y que estos, podrían ser creados y suprimidos por el Consejo Ejecutivo del Poder Judicial, en atención a una eficaz administración de justicia, y en función de áreas de geografía uniforme, concentración de grupos humanos de idiosincrasia común, volúmenes demográficos rural y urbano, movimiento judicial, y la existencia de vías de comunicación y medios de transporte. Es decir, se deja de lado la equivalencia con la organización política del país, y se sustenta estrictamente en factores geográficos y estadísticos.
En virtud de dicha orden, se crearon los distritos judiciales de Lima Norte, Lima Sur y Chosica separándolos de la jurisdicción del Distrito Judicial de Lima. Asimismo, se crearon los distritos judiciales de Huaura y Cañete separándolos de la jurisdicción del Distrito Judicial del Callao
La Corte Superior de Justicia de Chosica, como una corte descentralizada del Distrito Judicial de Lima fue creada el 18 de agosto de 1992, por Decreto Ley N.º 25680, durante el gobierno de Alberto Fujimori. En ese primer acto se incluían dentro de la jurisdicción de esta corte, a los distritos de Ate, Lurigancho-Chosica y Chaclacayo de la provincia de Lima, y los distritos de Santa Eulalia y Matucana de la provincia de Huarochirí. Posteriormente, la Ley N° 28765 del 28 de junio de 2006 modificó el Decreto Ley anterior, cambiando la denominación de la Corte Superior a Corte Superior de Justicia de Lima Este, disponiendo que su sede se ubicaría en la localidad de Chosica. El 17 de diciembre de 2008, mediante Resolución Administrativa del Poder Judicial se reubicó la sede al distrito de Ate, ampliando su competencia para que alcance al distrito homónimo y al distrito de Santa Anita.
Finalmente, mediante resoluciones administrativas del Poder Judicial N° 101 y 138 – 2014 CE-PJ se creó el Distrito Judicial de Lima Este, sobre la base de la jurisdicción de la Corte Superior de Justicia.

## Competencia territorial
Según la organización territorial inicial, las Cortes Superiores tenían competencia territorial en el departamento de su sede, el mismo que se correspondía con un determinado Distrito Judicial. Sin embargo, esta división fue modificándose paulatinamente por razones de cercanía comunicativa. En la actualidad, la Corte Superior de Justicia de Lima Este es competente territorialmente sobre los distritos limeños de San Juan de Lurigancho, Lurigancho-Chosica, Chaclacayo, Cieneguilla, el centro poblado Huertos de Manchay del distrito de Pachacámac, La Molina, Ate, Santa Anita y El Agustino. Asimismo, es competente territoriamente sobre la provincia de Huarochirí del departamento de Lima.

## Presidente de la Corte Superior
De conformidad con los artículos 38 y 45 de la Ley Orgánica del Poder Judicial, los vocales eligen un Presidente de la Corte Superior. En el caso de Lima Este, la elección se realiza el primer jueves del mes de diciembre cada dos años, mediante votación secreta de los vocales superiores titulares.
El actual Presidente de la Corte Superior es la doctora Rose Mary Parra Rivera.